# Renata Briano
Renata Briano (née le 23 février 1964 à Gênes) est une femme politique italienne membre du Parti démocrate (PD).

## Biographie
Après son baccalauréat obtenu au lycée scientifique Enrico-Fermo à Gênes Sampierdarena, elle obtient son diplôme en sciences naturelles à l'université de Gênes. Elle devient chercheuse à l'Institut des technologies didactiques du CNR. En mai 2000, elle devient responsable de la province de Gênes de l'environnement, du développement durable, de la chasse et de la pêche, avant de devenir conseillère régionale de Ligurie.
Le 25 mai 2014 elle est élue députée européenne d'Italie de la 8e législature.